# Kladivoun tiburo
Kladivoun tiburo (Sphyrna tiburo) představuje druh mořského žraloka z čeledi kladivounovití (Sphyrnidae), který je rozšířen v mělkých vodách podél pobřeží Ameriky. Vyznačuje se menší velikostí a jedinečně tvarovanou hlavou.

## Rozšíření
Vyskytuje se pouze podél amerického pobřeží, v Pacifiku směrem od Kalifornského poloostrova až po Ekvádor a v Atlantiku od Severní Karolíny až po jižní Brazílii. Hojně žije v oblastech Mexického zálivu a Karibiku.

## Popis
Kladivoun tiburo dosahuje průměrné délky asi 80 cm s maximální délkou 1,5 m a největší zaznamenanou hmotností 10,8 kg. Pohlavní dospělosti samci dosahují při dosažení velikosti asi 52 až 75 cm, samice pohlavně dospívají při velikosti asi 84 cm. Rozměry je kladivoun tiburo nejmenší zástupce čeledi kladivounovitých. V rámci čeledi je také jedinečný svým tvarem hlavy, která je zaoblená a vzhledem připomíná lopatu. Na základě tvaru hlavy lze také odlišit pohlaví, protože samcům se na hlavě vytváří protažením rostrálních chrupavek zřetelná vyvýšenina. I touto neobvyklou pohlavní dvojtvárností představují kladivouni tiburo mezi žraloky výjimku. Zbarvení těla je šedé až šedohnědé, se zelenavým nádechem, směrem k břichu zbarvení postupně bledne.Dožívá se i 30let.

## Biologie
Kladivouni tiburo se vyskytují od šelfových moří, přes korálové útesy až po ústí řek a mělké zálivy. Žijí v mělké vodě, nejčastěji v hloubkách od 10 do 25 metrů. Zatímco během noci pátrají na mělčinách po potravě, kterou tvoří především korýši, dále také menší druhy ryb a hlavonožců, ve dne se přesouvají do hlubších vod. Složení potravy se mění podle sezóny a stanoviště. Samice konzumují větší množství potravy než samci, pravděpodobně následkem většího výdeje energie během rozmnožování.
Kladivoun tiburo je živorodým druhem. Po spáření si mohou samice uchovávat sperma samců až po dobu čtyř měsíců, než dojde k oplodnění vajíček. Tímto pravděpodobně dosahují toho, aby mláďata přišla na svět během nejlepších podmínek. Gestační období je jedno z nejkratších mezi všemi žraloky, trvá asi 4,5 až 5 měsíců. Samice rodí 4 až 14 mláďat, každé měří asi 21,5 až 29,7 cm.
Kladivoun tiburo obyčejně tvoří menší skupinky o maximálně 15 zvířatech. Během roku však tento druh provádí migrace směrem do teplejších vod a v takovém případě mohou migrující žraloci vytvářet velké skupiny, které mohou zahrnovat až několik tisíc jedinců.

## Ohrožení
Kladivoun tiburo je loven pro maso, rybí moučku a vyhledáván také ze strany sportovních rybářů. Mezinárodní svaz ochrany přírody jej od roku 2020 považuje za ohrožený druh.